# Petergensfeld
Petergensfeld est un village de la commune de Raeren situé en province de Liège et en Communauté germanophone de Belgique.
Avant la fusion des communes de 1977, le village faisait déjà partie de la commune de Raeren.

## Situation et description
Ce petit village frontalier (frontière belgo-allemande) est isolé du reste du territoire belge par la forêt de l'Hertogenwald. Par contre, il jouxte le village allemand de Roetgen avec lequel il forme un ensemble habité. Petergensfeld se trouve à 7 km au sud-est du centre de Raeren.
Le village était longé par la Vennbahn. 
Aucun édifice religieux n'est recensé dans le village.